# 나카다 아유
나카다 아유(일본어: 仲田 歩夢, 1993년 8월 15일 ~ )는 일본의 여자 축구 선수이다. 포지션은 미드필더이며, 현재 일본 여자 축구 리그의 오미야 야르다자 벤투스에서 활동하고 있다.

## 선수 경력
초등학교 1학년 때 축구를 시작해 중학교에서 졸업할 때까지 아버지의 지도를 받았으며, 2009년에 도키와기 학원 고등학교에 진학했다. 2009년과 2011년에 전일본 고교 여자 축구 선수권 대회에서 우승했으며, 2010년과 2011년에 챌린지 EAST 리그에서도 우승했다. 2012년에는 INAC 고베 레오네사에 입단했다.
2010년 FIFA U-17 여자 월드컵과 2012년 FIFA U-20 여자 월드컵에도 출전했으며, 일본이 준우승을 차지한 2010년 FIFA U-17 여자 월드컵에서는 총 6경기 중 5경기에 출전했다. 2012년 FIFA U-20 여자 월드컵에서는 일본이 3위를 차지하는 데에 기여했다.

## 수상
- 일본 여자 축구 리그 2회 우승 (2012, 2013)
- 황후배 전일본 여자 축구 선수권 대회 4회 우승 (2012, 2013, 2015, 2016)
- 나데시코 리그컵 1회 우승 (2013)